# وليم فولتن (رياضياتي)
وليم إدغار فولتن (بالإنجليزية: William Edgar Fulton) (ولد في 29 أغسطس 1939) هو رياضياتي أمريكي متخصص في الهندسة الجبرية. أتم دراسته الجامعية في جامعة براون عام 1961 وحصل على الدكتوراه من جامعة برنستون عام 1966. عمل فولتن في جامعتي برنستون وبراندايس بين عامي 1965 و1970، حيث بدأ بعدها التدريس في جامعة براون، ثم انتقل عام 1987 إلى جامعة شيكاغو. وهو أستاذ في جامعة ميشيغان منذ عام 2011.
ألف فولتن عددًا من النصوص المشهورة أو شارك في تأليفها، منها Algebraic Curves وRepresentation Theory.